# منتخب باراغواي لكرة السلة
منتخب باراغواي لكرة السلة هو ممثل باراغواي الرسمي في المنافسات الدولية في كرة السلة. ينتمي إلى منطقة اتحاد الأمريكتين لكرة السلة. انضم إلى الاتحاد الدولي لكرة السلة في عام 1936.

## البطولات التي شارك فيها
- كأس العالم لكرة السلة
- كرة السلة في الألعاب الأولمبية